# Ланглейд (округ, Вісконсин)
Шаблон:StateAbbr_ 45°13′00″ пн. ш. 89°00′00″ зх. д. / 45.216666666667° пн. ш. 89° зх. д.
 Ланглейд (англ. Langlade County) — округ (графство) у штаті  Вісконсин. Ідентифікатор округу 55067.

## Історія
Округ утворений 1879 року.

## Демографія
За даними перепису 
2000 року 
загальне населення округу становило 20740 осіб, зокрема міського населення було 8941, а сільського — 11799.
Серед них чоловіків — 10291, а жінок — 10449. В окрузі було 8452 домогосподарства, 5819 родин, які мешкали в 11187 будинках.
Середній розмір родини становив 2,93.
Віковий розподіл населення поданий у таблиці:
| Стать    | До 15 років | 15-21 | 22-29 | 30-39 | 40-49 | 50-65 | 65-85 | Понад 85 |
| -------- | ----------- | ----- | ----- | ----- | ----- | ----- | ----- | -------- |
| Чоловіки | 2145        | 949   | 741   | 1402  | 1580  | 1788  | 1522  | 164      |
| Жінки    | 1949        | 847   | 785   | 1372  | 1492  | 1782  | 1844  | 378      |

## Суміжні округи
- Форест — північний схід
- Оконто — схід
- Меноміні — південний схід
- Шавано — південь
- Марафон — південний захід
- Лінкольн — захід
- Онейда — північний захід

## Виноски
1. ↑  U.S. Decennial Census. United States Census Bureau. Архів оригіналу за 26 квітня 2015. Процитовано 5 серпня 2015.
2. ↑  Historical Census Browser. University of Virginia Library. Архів оригіналу за 11 серпня 2012. Процитовано 5 серпня 2015.
3. ↑  Forstall, Richard L., ред. (27 березня 1995). Population of Counties by Decennial Census: 1900 to 1990. United States Census Bureau. Архів оригіналу за 18 липня 2015. Процитовано 5 серпня 2015.
4. ↑  Census 2000 PHC-T-4. Ranking Tables for Counties: 1990 and 2000 (PDF). United States Census Bureau. 2 квітня 2001. Архів оригіналу (PDF) за 18 грудня 2014. Процитовано 5 серпня 2015.
5. ↑  State & County QuickFacts. United States Census Bureau. Архів оригіналу за 6 червня 2011. Процитовано 21 січня 2014.(англ.) Наведено за англійською вікіпедією.
6. ↑  American FactFinder. Бюро перепису населення США. Архів оригіналу за 26 лютого 2012. Процитовано 31 січня 2008.

| США | Це незавершена стаття з географії США. Ви можете допомогти проєкту, виправивши або дописавши її. |